# Кайдашев Ігор Петрович
Іго́р Петро́вич Ка́йдашев (30 травня 1969, м. Запоріжжя, Україна) — український імунолог та алерголог, доктор медичних наук, професор, Президент Українського товариства фахівців з імунології, алергології та імунореабілітації, професор кафедри внутрішньої медицини № 3 з фтизиатрією Полтавського державного медичного університету, з лютого 2010 року — проректор з наукової роботи ПДМУ.

## Біографія
У 1994 році закінчив з відзнакою Полтавський державний медичний стоматологічний інститут, навчався в аспірантурі на кафедрі нормальної фізіології.
У 1996 році захистив кандидатську дисертацію на тему: «Вплив поверхневих глікопротеїдів еритроцитів на взаємодію їх мембран з нейтрофільними лейкоцитами та лімфоцитами».
У 1999 році захистив докторську дисертацію на тему: «Регуляторний природний пептидний комплекс нирок: отримання, фізико-хімічні властивості, зв'язок з головним комплексом гістосумісності, імунобіологічні ефекти та розробка фармакологічної речовини» за спеціальністю «імунологія та алергологія».

## Наукова діяльність
Проф. І. П. Кайдашеву належить вагомий внесок у вивчення нез'ясованих питань діагностики, лікування та профілактики аутоімунних та алергічних захворювань. Роботи з вивчення молекул головного комплексу гістосумісності, фізіологічної та фармакологічної активності пептидних екстрактів внутрішніх органів були виконані ним вперше і одержали високу оцінку в наукових колах, в тому числі закордоном — в США, Польщі, Німеччині, Італії. Піонерські дослідження апоптозу лімфоїдних клітин широко відомі за межами України. Наукові праці та багаторічна діяльність проф. І. П. Кайдашева є значним внеском у імунофізіологічні дослідження, які впроваджені в практику охорони здоров'я, та носять новаторський характер.
Проф. І. П. Кайдашев є автором та співавтором понад 600 наукових праць, 7 монографій, 30 підручників та посібників, з них 101 стаття — в журналах, що індексуються базою даних «Scopus», h-індекс: 12. Має 105 авторських свідоцтв та патентів на винаходи. За його участю підготовлено підручники для студентів стоматологічних факультетів «Пропедевтика внутрішніх хвороб» і «Внутрішні хвороби». Проф. І. П. Кайдашев створив школу імунофізіології. Значну увагу приділяє вихованню наукових кадрів. Під науковим керівництвом проф.  І. П. Кайдашева виконано 1 докторську та 24 кандидатських дисертацій. За його активної участі створений й очолений ним Науково-дослідний інститут генетичних та імунологічних основ розвитку патології та фармакогенетики щороку виконує науково-дослідні роботи МОЗ України. Особливе місце мають роботи, які є завданнями державних цільових програм «Цукровий діабет» та «Артеріальна гіпертензія». В межах виконання НДР за угодами з МОЗ України сформована концепція перманентної активації ядерного фактора NF-KB як основи системного запалення, інсулінорезистентності та ліпотоксичності. Доведено, що речовини, які пригнічують активність NF-KB, інгібують продукцію прозапальних цитокінів (ІЛ-1, ІЛ-6, ІЛ-8, ФНП-α), здійснюють інсулінсенситайзерний ефект.
Один з перших в Україні проф. І. П. Кайдашев розпочав широкомасштабні дослідження в галузі фармакогенетики. Проведені новаторські дослідження ролі поліморфізму генів PPAR-γ, рецепторів ангіотензину III 1 типу, ангіотензинперетворюючого ферменту, генів обміну холестерину в патогенезі артеріальної гіпертензії, розроблені фармакогенетичні напрямки терапії. Окреме місце посідають дослідження ролі поліморфізму генів Toll-подібних рецепторів 2 та 4 в забезпеченні природної резистентності та чутливості до інфекційних агентів та алергенів. Крім того, вивчені імунотропні аспекти дії наночастинок вуглецю (фулерену С60) спрямовані на модифікацію алергенних та імуногенних властивостей речовин та можливість практичного використання спрямованої протизапальної дії за умов імунного запалення. Вивчений вплив фулерену С60 на первинну та вторинну імунну відповідь на ало- та гетероантигени. Дослідження проф. І. П. Кайдашева останніх років зосереджені на ролі популяцій макрофагів M1 / M2 в патогенезі бронхіальної астми та хронічних обструктивних захворюваннях легень у пацієнтів з ожирінням.
Проф. І. П. Кайдашевим опубліковано низку спільних досліджень з д-ром Л. М. Дюбуске (Університет Джорджа Вашингтона, США). У співпраці з проф. Ж. Буске (Університет Монпельє, Франція) та проф. Болеславом Самоліським (Варшавський медичний університет, Польща), проф. І. П. Кайдашев працює над розробкою міжнародної ініціативи «ARIA» («Allergic Rhinitis and its Impact on Asthma» — «Алергічний риніт та його вплив на астму»), «MACVIA» («Contre les MAladies Chroniques pour un VIeillissement Actif» — «Партнерство з активного і здорового старіння проти хронічних захворювань») та Європейським інноваційним партнерство з питань активного та здорового старіння (European Innovation Partnership on Active and Healthy Ageing). У результаті цієї співпраці створено Всеукраїнську сигнальну мережу з проблем здорового старіння та лікування алергії.

## Міжнародна діяльність
І. П. Кайдашев — член Європейської асоціації алергології та клінічної імунології, Всесвітньої організації алергії, Федерації товариств з клінічної імунології.
У 1994 році був запрошений на стажування в Німецький центр досліджень раку (м. Гейдельберг) в лабораторію імунології туморогенних вірусів. Вивчав питання будови ендогенних пептидів, зв'язаних із молекулами головного комплексу гістосумісності I класу. В 2001 році отримав дослідницьку стипендію Європейської академії алергології та імунології для проведення досліджень в Університеті м. Лодзь (Польща).
Проф. І. П. Кайдашев виступає у ролі академічного координатора Європейських Консорціумів у рамках міжнародних проектів «Erasmus Mundus» (2013—2017 рр.) та «Erasmus+» (з 2015 року).
І. П. Кайдашев є членом редколегії низки фахових видань «Український стоматологічний альманах», «Імунологія та алергологія» (Україна), «Astma. Alergologia. Imunologia» (Польща).

## Нагороди та почесні звання
Нагороджений дипломами АМН України, Грамотою Міністерства освіти та науки України. У 2004 році згідно з Розпорядженням Президента України для підтримки наукових досліджень молодих учених призначений грант професору І. П. Кайдашеву. У 2012 році Указом Президента України І. П. Кайдашев був відзначений почесним званням «Заслужений діяч науки і техніки України». У 2017 р. обраний академіком ГО «Академія наук вищої школи України» по відділенню фундаментальних проблем медицини". Указом Президента України за № 110/2019 «Про присудження Державних премій України в галузі науки і техніки 2018 р.» удостоєний Державної премії України в галузі науки і техніки 2018 р.

## Монографії
2003 — «Тканевые регуляторные пептиды»
2004 — «Регуляція активності мембрани та процесів апоптозу лімфоїдних клітин тканинними пептидами»
2005 — «Фізіологічна активність пептичного екстракту підшлункової залози»
2008 — «Очерки иммунобиологии слизистой оболочки полости рта»
2011 — «Односеансовий метод лікування пульпіту»
2016 — «Гиперчувствительность к лекарственным препаратам. Руководство для врачей».

## Навчально-методичні посібники
- Шинкевич В. І., Кайдашев І. П. Карієс зубів / Навчальний посібник. — Полтава: ТОВ «АСМІ», 2011. — 100 с.
- Ждан В. М., Кайдашев І. П., Невойт Г. В. Психосоматичні розлади в практиці лікаря-інтерніста: навчально-методичний посібник. — Полтава, 2011. — 344 с.
- Кайдашев І. П., Борзих О. А. Основи геронтології. Навчальний посібник: Частина перша. — Полтава, 2011. — 162 с.
- Кайдашев І. П., Борзих О. А. Основи геронтології. Навчальний посібник: Частина друга. — Полтава, 2011. — 165 с.